# Passiflora lanata
Passiflora lanata (Juss.) Poir. – gatunek rośliny z rodziny męczennicowatych (Passifloraceae Juss. ex Kunth in Humb.). Występuje naturalnie w Kolumbii i Wenezueli. 

## Morfologia
PokrójZdrewniałe, trwałe, owłosione liany.
LiściePodłużnie owalne lub podłużnie lancetowate, rozwarte lub ostrokątne u podstawy, skórzaste. Mają 4,5–15 cm długości oraz 2,7–8 cm szerokości. Całobrzegie, z tępym lub ostrym wierzchołkiem. Ogonek liściowy jest owłosiony i ma długość 5–18 mm. Przylistki są liniowo lancetowate, mają 8–12 mm długości.
KwiatyPojedyncze lub zebrane w pary. Działki kielicha są podłużne, różowawe, mają 2,7–3,7 cm długości. Płatki są podłużne, różowawe, mają 2,5–3,5 cm długości. Przykoronek ułożony jest w jednym rzędzie, purpurowy, ma 1 mm długości.
OwoceSą podłużnie owalnego kształtu. Mają 7–10 cm długości i 3,7–4,5 cm średnicy.

## Biologia i ekologia
Występuje w lasach na wysokości 2200–3500 m n.p.m.